# Bohumín
Bohumín (polsky Bogumin, německy Oderberg) je české město v okrese Karviná v Moravskoslezském kraji. Leží na hranicích s Polskem, devět kilometrů severovýchodně od Ostravy. Nachází se v české části historického Těšínska, v Českém Slezsku. Město také leží na soutoku Odry a Olše. Žije zde přibližně 20 tisíc obyvatel na rozloze 31 km².

## Název
Česky se osada zprvu jmenovala Bohuň (ve starším tvaru Boguň), což bylo jméno mužského rodu odvozené od osobního jména Bohun, domácké podoby některého jména začínajícího na Bohu- („Bohuslav“, „Bohuchval“, „Bohuna“ atp.). Místní jméno znamenalo „Bohunův majetek“. Roku 1446 je poprvé doložena podobu Bohunín vzniklá z předchozího přidáním přípony -ín. Od počátku 17. století se používá dnešní tvar Bohumín. V němčině se Bohumín vždy (poprvé doloženo 1292) nazýval Oderberg – „Vrch u Odry“. Německé jméno bylo dáno nezávisle na českém.

## Historie
První písemná zmínka o místě pochází z formulářové sbírky královny Kunhuty, z textu, který je sice především stylistickým cvičením, ale mohl vzniknout úpravou skutečné starší listiny. Datace v textu chybí (většinou je vyvozován rok 1256 nebo 1262), zeměpisné poměry tu však jsou popsány věrně a zde uvedený Bohuň („Bogun“) tedy lze ztotožnit s Bohumínem. Trvale obývaná osada přitom v místě musela existovat již výrazně dříve. Na základě názvu můžeme soudit, že šlo o sídlo slovanské.
Již od svého založení měl Bohumín významnou strategickou polohu. Tento význam si město udrželo do dnešních časů. Ve 12. století ležel Bohumín na křižovatce obchodních cest. Jedna (solná) vedla z Moravy do Krakova a druhá (jantarová) z Uher přes Těšín a dále k Baltu. Rovněž tudy procházela cesta z Prahy do Krakova. Osada tedy vznikla na frekventovaném místě, které bylo vhodné pro přechod přes řeku. O tom svědčí i stavba mostu v 15. století – ten byl však nespočetněkrát strhnut při rozvodnění Odry. Stoupajícím cestovním ruchem přibývalo osadníků, takže osada nesoucí jméno Boguň byla v době krále Přemysla Otakara II. již velkou vesnicí. Držení vesnice bylo finančně (vybírání mýtného od pocestných) a strategicky (poloha na hranicích) výhodné.
Roku 1292 se připomíná farní kostel Panny Marie, který byl pod patronátem kláštera orlovského. Tehdy Bohumín náležel k Ratibořskému knížectví. Tato listina je zároveň nejstarším dokladem německého názvu pro Bohumín – Oderberg, z toho lze usuzovat, že Bohumín byl obydlován německými osadníky. V roce 1620 byl na místě dřevěného kostela vystavěn zděný kostel v gotickém slohu. Po požáru v roce 1850 byl přestavěn do dnešní podoby.
První známý šlechtický rod, který vlastnil Bohumínsko, byl prastarý rod Baruthů. Za nepříliš dlouhou dobu přechází Bohumínsko do držby rodu Rašiců. Podle listiny z roku 1373 byl Bohumín již poddanským městečkem pod pravomocí panské vrchnosti. Zmínka je zde i o hradě. Bohumínské panství se stalo roku 1407 předmětem sporu mezi ratibořským knížetem Janem a těšínskými knížaty. Obě dvě strany si nárokovaly vlastnictví Bohumínska. Smlouva z roku 1407 rozhodla ve prospěch Jana Ratibořského. Počátkem 15. století přešlo panství z rukou zemských vévodů do vlastnictví různých šlechtických rodů. V letech 1409 až 1423 drželi panství páni z Tvorkova. Poté byl majetek prodán Janu Bělíkovi z Kornic a jeho potomkům. Kornicové vlastnili panství delší dobu a jejich majetek se nacházel i ve knížectví opolském. Během této doby se majetek rodu Korniců rozšířil o Zabelkow, Odru, Lhotu a Pudlov. Roku 1451 se stává majitelem Bohumínska (Bohunyna) Jan Tovačovský z Cimburka, který je prodává roku 1473 Janovi z Vrbna. V roce 1482 přechází panství do rukou Jana Buřeje z Klvova, který však záhy umírá roku 1485.
Další spory o panství na konci 15. a začátkem 16. století se řešily opět ve prospěch ratibořských knížat. Poslední, z nich byl Valentin Hrbatý, po jeho smrti roku 1521 Bohumínsko připadlo Janu Opolskému. Ten je o dva roky později prodal Jiřímu Braniborsko-Ansbašskému, braniborskému markraběti z rodu Hohenzollernů. Roku 1528 přijal markrabí lutherskou víru a stal se nadšencem pro reformační hnutí (později dostal přídomek Pobožný). Svou nesmlouvavou politikou vůči starousedlé šlechtě se stal jednou z neoblíbených postav ve Slezsku. Bohumín se de facto stal klíčem k nástupu braniborské vlády v Horním Slezsku. Situace se změnila po nástupu Habsburků, kteří roku 1533 zrušili dědičnou smlouvu na Bohumínsko. Jiří se tak stal pouze zástavním pánem. Po jeho smrti se vlády nad državami Hohenzollernů ujal poručník jeho nezletilého syna Jiřího Fridricha Albrecht. Za jeho regentství se výrazně zvětšil majetek rodu a silně vzrostla germanizace. Roku 1557 se ujal svých statků Jiří Fridrich, který je znám především jako mecenáš renesančního umění, horlivý protestant a stoupenec germanizačního procesu.

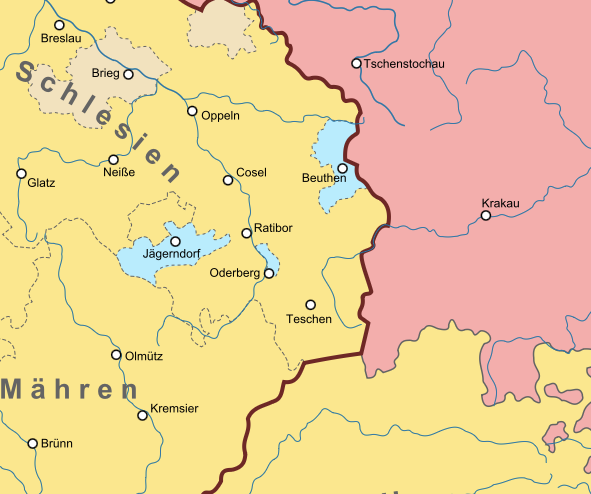
Bohumín (Oderberg) jako panství ovládané braniborskými Hohenzollerny (1618).

Roku 1603 Jiří Fridrich zemřel jako bezdětný a majetek se ocitl v rukou Jáchyma Fridricha, braniborského kurfiřta. Ten v roce 1606 předal majetek svému druhorozenému synovi Janu Jiřímu, který byl od roku 1592 štrasburským biskupem. Smlouvu o změně v držení Krnovska, Bytomska a Bohumínska odmítl však císař Rudolf II. potvrdit. Majetko-právní spor trval až do třicetileté války. Jan Jiří, jakožto vůdce povstalců ve Slezsku, byl roku 1622 zbaven majetku a Bohumínsko připadlo bankéři a důlnímu podnikateli z Vídně Lazarovi Henckelovi von Donnersmarck. Po něm majetek přebral již dědičně jeho syn, který se roku 1636 stal svobodným říšským pánem. V roce 1661 byl povýšen mezi český hraběcí stav  a svůj majetek rozdělil mezi své syny. Bohumínsko připadlo Eliášovi a jeho syn Eliáš Ondřej se roku 1691 přestěhoval do Oderbergu. Ondřejův potomek Jan Arnošt byl bezdětný a roku 1743 se ujal dědictví po něm Erdman Jindřich Vilém, jehož syn prodal rakouskou část bohumínského panství Karlu knížeti Lichnovskému. Za držitelství této oderberské mužské linie rodu Henckel-Donnersmarck bylo roku 1697 Bohumínské panství povýšeno císařem Leopoldem na status minor, tedy na nižší stavovské panství. Od roku 1742 bylo Bohumínsko na základě berlínského míru rozděleno na rakouské a pruské a tím se Bohumín stal vojensky důležitým pohraničním městem na státní hranici Rakouského mocnářství.

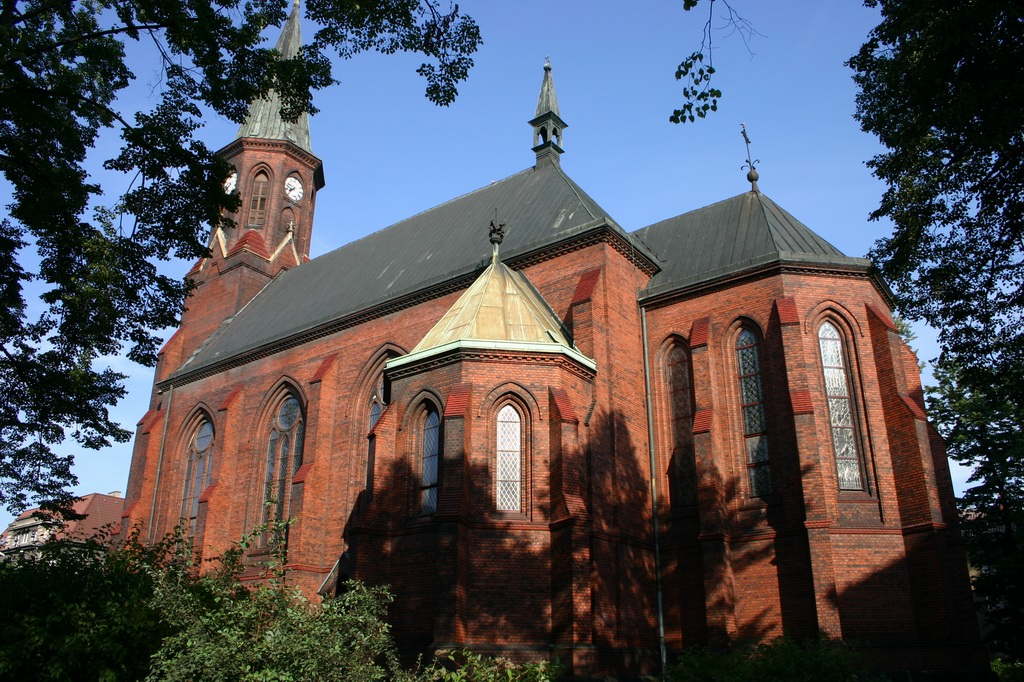
Římskokatolický kostel Božského srdce Páně

Rakouská část byla na počátku 19. století v držení rodu Gusnarů. Ti panství posléze prodali hraběti Rudnickému a jeho manželka dále odprodala část panství pro stavbu severní dráhy. Roku 1886 koupil panství hrabě Larisch-Mönnich a tento rod zůstal jeho držitelem až do roku 1945. Okolní obce Starého Bohumína, především Šunychl a Pudlov, zaznamenaly díky stavbě železnice a železáren obrovský rozvoj.

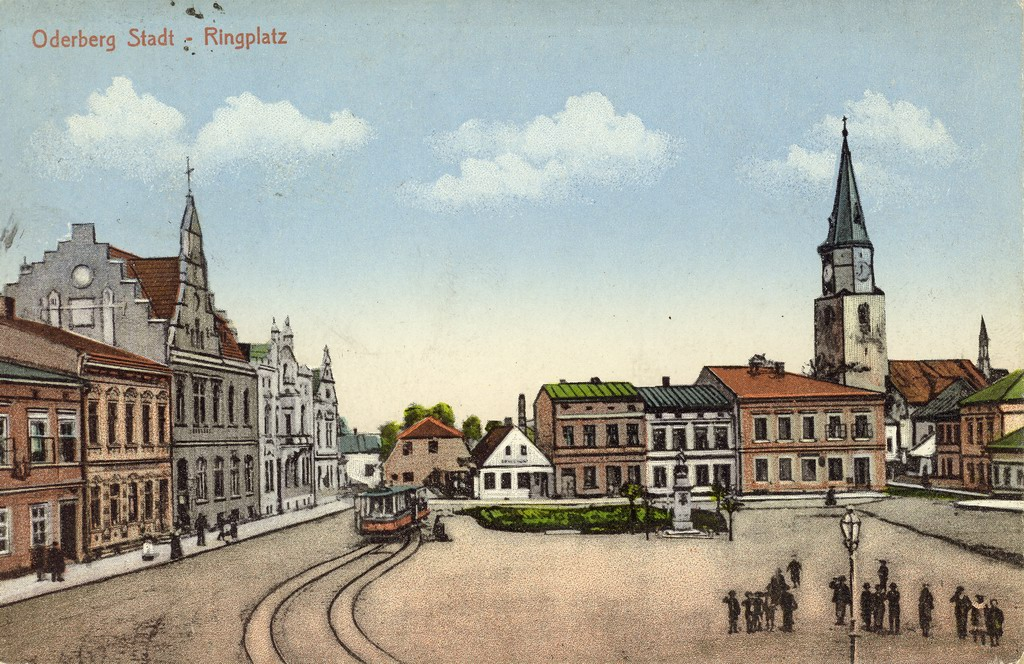
Pohlednice zobrazující náměstí ve Starém Bohumíně

Pudlov a Šunychl byly až do roku 1848 jako poddanské vsi při Bohumínském panství. V roce 1850 byl Pudlov spojen s Vrbicí, která měla postavení osady. Vrbice se již roku 1892 stala samostatnou obcí. V roce 1906 došlo ke sloučení Pudlova s Bohumínem a v r. 1924 byl zrušen název obce Šunychl a nahrazen názvem Nový Bohumín. Zároveň byla tato obec povýšena na město. Obec Bohumín byla rozdělena na dvě obce: Bohumín a Pudlov. Roku 1949 byl spojen Bohumín s Novým Bohumínem, Pudlovem, Skřečoní, Vrbicí a Záblatím v jednu obec pod názvem Bohumín. Roku 1952 se oddělila Vrbice a v roce 1954 byl Bohumín rozdělen na pět městských částí: Bohumín I – město (později Starý Bohumín), Bohumín II – Nový Bohumín, Bohumín III – Pudlov, Bohumín IV – Skřečoň a Bohumín V – Záblatí. V roce 1956 přijalo město Bohumín název Starý Bohumín. Roku 1960 se tyto části opět osamostatnily jako správní obce. Od roku 1973 po spojení s Novým Bohumínem byl zaveden znovu název Bohumín.
V letech 1850 až 1948 byl Bohumín sídlem okresního soudu a v letech 1855 až 1868 i okresního úřadu. V letech 1910–1948 přináležel do politického okresu Fryštát. V období polské okupace v letech 1938 až 1939 byl součástí Slezského vojvodství. Za nacistické okupace byl součástí okresu Teschen (Těšín) v letech 1939–1941 v rámci Řísské provincie Slezsko a mezi roky 1941–1945 v rámci Říšské župy Horní Slezsko. Bohumín byl tedy v časech druhé světové války přímou součástí Německé říše. Po válce byla většina německy-jazyčného obyvatelstva vyhnána. Od roku 1949 do roku 1957 do správního okresu Ostrava, pak Ostrava-venkov a od roku 1960 do 1993 byl Bohumín součástí okresu Karviná a Severomoravského kraje. V r. 2018 bylo v Bohumíně zemětřesení. V současnosti je Bohumín samosprávnou obcí v Moravskoslezském kraji (od r. 2000). Dne 8. srpna 2020 si požár panelového domu v Bohumíně vyžádal 11 mrtvých.

## Obyvatelstvo
| Rok            | 1869  | 1880  | 1890           | 1900   | 1910   | 1921   | 1930   | 1950   | 1961   | 1970            | 1980   | 1991   | 2001   | 2011   | 2021   |
| -------------- | ----- | ----- | -------------- | ------ | ------ | ------ | ------ | ------ | ------ | --------------- | ------ | ------ | ------ | ------ | ------ |
| Počet obyvatel | 4 515 | 5 448 | 6 414 a 23 284 | 13 297 | 19 572 | 23 289 | 25 408 | 19 705 | 21 833 | 22 223 a 15 230 | 25 177 | 23 686 | 23 284 | 21 649 | 20 038 |
| Počet domů     | 563   | 588   | 704            | 1 049  | 1 358  | 1 702  | 2 357  | 2 521  | 2 589  | 2 692           | 2 738  | 2 903  | 2 898  | 3 039  | 3 184  |

Věková struktura obyvatel obce Bohumín roku 2011
Rodinný stav obyvatel obce Bohumín roku 2011
Vzdělání obyvatel obce Bohumín roku 2011

Většina obyvatel se dnes jako jinde v Českém Slezsku v drtivé většině hlásí k české národnosti. Město je však vzhledem ke složité historii etnicky velmi promíchané. Bohumín je rovněž znám pro svou řeckou menšinu, která zde přišla během řecké občanské války. Žijí zde rovněž velmi početní Romové, dále pak Poláci a Vietnamci. Obyvatelstvo zde bylo až do 19. století národnostně nevyhraněné. V 19. století se obyvatelé začali hlásit k německé, polské, slezské či české národnosti. V roce 1910 zahrnovala oblast současného Bohumína pět současných obcí: Oderberg Stadt (Starý Bohumín a Pudlov), Schönichel (Nový Bohumín a Šunychl s Kopytovem), Skretschon (Skřečoň), Wirbitz (Vrbice) a Zablacz (Záblatí). Na území současného Bohumína tehdy žilo 19 572 lidí (což dávalo hustotu obyvatelstva asi 639 lidí / km²), z toho bylo trvale úředně hlášených 18 312, 8 646 (47,2 %) bylo německy hovořících, 7638 (41,7 %) hovořilo polsky, 2019 (11 %) česky a 9 (0,1 %) ostatními jazyky. Z hlediska náboženského vyznání se 17 606 (90 %) lidí hlásilo k římskokatolické církvi, 845 (4,3 %) k evangelické církvi, 27 (0,1 %) ke kalvinistům, 844 (4,3 %) k judaismu a 250 (1,3 %) k jiným vírám.
Češi zde získali početní převahu až po vyhlášení Československa. Před rokem 1945 se rovněž nemalá část obyvatelstva hlásila ke slezské národnosti, tito lidé se obecně cítili jako Slezané a mluvili slezským nářečím „po naszymu.“ Toto specifické nářečí však na území Bohumínska po roce 1945 bylo potlačováno do pozadí. V Bohumíně se nyní mluví ostravským dialektem. Do holocaustu žilo v Bohumíně také asi šest set osob židovského vyznání, stála zde i synagoga.

## Národnostní vývoj před rokem 1945
Sčítání v roce 1910 bylo čistě podle obcovacího jazyka (jazyka užívaného před úřady). Nezahrnovalo Šlonzáky (národnostně nevyhraněné obyvatelstvo hovořící po naszymu – slezským nářečím polštiny).
Sčítání v roce 1921 nebralo rovněž v potaz místní Šlonzáky, kteří se sice mohli přihlásit ke slezské národnosti, avšak v kombinaci s národností jinou, která se, na rozdíl od slezské, započetla do koncových statistik. Národnost mezi roky 1910 a 1921 se tolik mění právě kvůli národnostně nevyhraněné části obyvatelstva. Sčítání z roku 1939 poprvé umožnilo uvést samostatně národnost slezskou.
Po roce 1939 spadala většina Němců do kategorie I a II tzv. Deutsche Volksliste a většina Šlonzáků do kategorie III. Většiny obyvatel Bohumína se tak týkala branná povinnost do Wehrmachtu či členství v nacistických mládežnických, stranických a jiných složkách. Po roce 1945 byli zdejší Němci z většiny vysídleni, avšak většiny Šlonzáků (kteří byli k zápisu do DVL častokrát nuceni) se odsun netýkal.
NOVÝ BOHUMÍN (vč. Šunychlu a Kopytova) 

1910: 7108 obyvatel, z toho: 4397 Němců, 2132 Poláků, 573 Čechů-Moravců-Slováků, 6 jiných
1921: 7567 obyvatel, z toho: 3713 Němců, 2479 Čechů, 958 Poláků, 417 jiných.
1939: 6132 obyvatel, z toho: 3086 Němců, 1042 Čechů, 977 Poláků, 975 Šlonzáků, 52 jiných.
STARÝ BOHUMÍN

1910: 2563 obyvatel, z toho: 1198 Němců, 1080 Poláků, 284 Čechů-Moravců-Slováků, 1 jiný
1921: 2325 obyvatel, z toho: 938 Čechů, 909 Němců, 413 Poláků, 65 jiných
1939: 2118 obyvatel, z toho: 1166 Němců, 345 Poláků, 342 Šlonzáků, 250 Čechů, 5 jiných
PUDLOV 

1910: 2927 obyvatel, z toho: 1823 Němců, 992 Poláků, 112 Čechů-Moravců-Slováků
1921: 3331 obyvatel, z toho: 1823 Němců, 1087 Čechů, 390 Poláků, 31 jiných
1939: 2893 obyvatel, z toho: 1378 Němců, 644 Šlonzáků, 451 Poláků, 416 Čechů, 4 jiní
SKŘEČOŇ 

1910: 3220 obyvatel, z toho: 2411 Poláků, 454 Němců, 353 Čechů-Moravců-Slováků, 2 jiní
1921: 2837 obyvatel, z toho: 1517 Čechů, 857 Poláků, 401 Němců, 62 jiní
1939: 2964 obyvatel, z toho: 1527 Šlonzáků, 495 Čechů, 474 Němců, 451 Poláků, 17 jiných
VRBICE 

1910: 1080 obyvatel, z toho: 673 Němců, 234 Poláků, 173 Čechů-Moravců-Slováků
1921: 1281 obyvatel, z toho: 1006 Čechů, 208 Němců, 53 Poláků, 14 jiných
1939: 1017 obyvatel, z toho: 465 Čechů, 298 Šlonzáků, 142 Poláků, 102 Němců, 10 jiných
ZÁBLATÍ 

1910: 1476 obyvatel, z toho: 789 Poláků, 524 Čechů-Moravců-Slováků, 163 Němců
1921: 1520 obyvatel, z toho: 1209 Čechů, 178 Němců, 129 Poláků, 4 jiných
1939: 1471 obyvatel, z toho: 716 Čechů, 297 Šlonzáků, 262 Poláků, 192 Němců, 4 jiní

## Městská správa

### Členění města

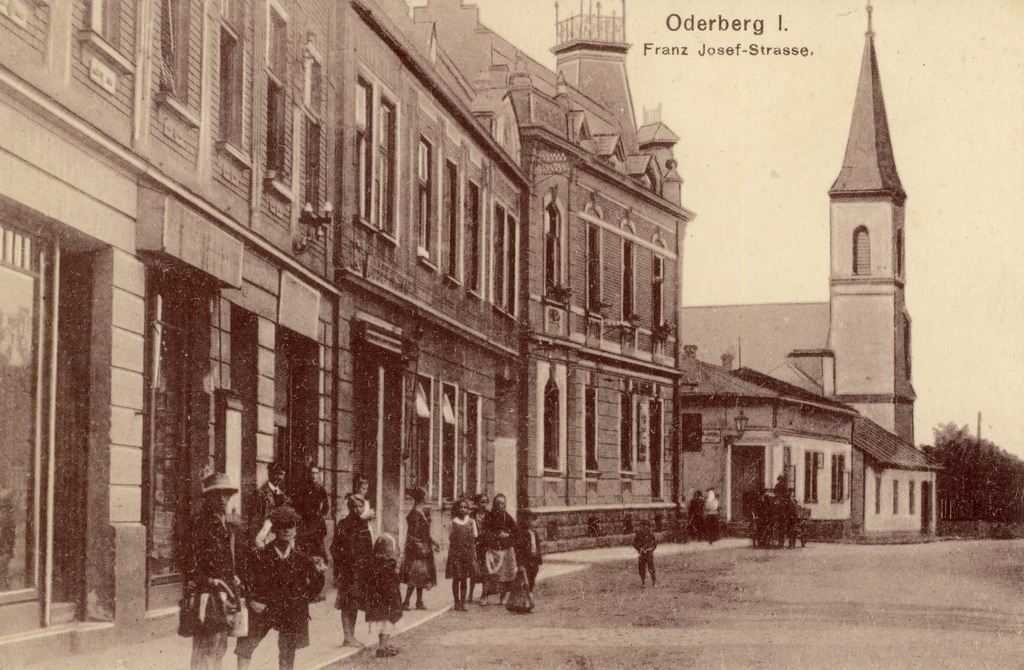
Bývalá Elisabethstrasse, dnešní Štefánikova ulice v Novém Bohumíně

Město se člení na 7 katastrálních území, jimiž jsou:
- Nový Bohumín (Oderberg-Bahnhof) se 14 068 obyvateli,
- Starý Bohumín (Oderberg-Stadt), zprvu také „Bogun“, s 1 541 obyvateli,
- Skřečoň (Skretschon) s 2 533 obyvateli,
- Záblatí (Sablath) s 2 199 obyvateli,
- Pudlov (Pudlau) s 1 465 obyvateli,
- Šunychl (Schönichel) s 551 obyvateli,
- Vrbice (Wirbitz) se 471 obyvateli.

### Představitelé města

#### Starostové města Bohumína (dnešního St. Bohumína)
(neúplný seznam)
- Johann Kowarz (1491–?)
- Wenzel Warzeszka; Adam Hlawiczka; Tobias Eisener (1620–?)
- Georg Hoffmann; Simon Gromatka (1689–1717)
- Johann Anton Padwowski (1717–1739)
- Elias Czimmerer (1739–1740)
- Franz Jacob Haagen; Mathias Ignatz Piechaczek (1740–1759)
- Anton Franz Czimmerer (1759–1762)
- Franz Jacob Haagen; Georg Schopna (1762–1770)
- Thomas Matz (1770–1776)
- Kašpar Kremsser (1776–1779)
- Johann Jakub Rokitta (1779–1786)
- Johann Kullig (1786–1802)
- Joseph Oppawsky (1802–1804)
- Anton Sedlaczek (1804–1840)
- Joseph Oppawsky; Joseph Furch (1840–1846)
- Johann Stiller (1846–1848)
- Johann Warosch (1848–1849)
- Georg Weczerek (1849–1852)
- Eduard Stiller (1852–1857)
- Michael Przybill (1857–1858)
- Eduard Stiller (1858–1864)
- Robert Wolf (1864–1869)
- Rudolf Klimscha (1869–1876)
- JUDr. Johann Santarius (1876–1890)
- Rudolf Klimscha (1890–1902)
- JUDr. Carl Franz Johann Ott (1902–1920)
- Václav Náhlovský (1920–1921), pouze pověřený vládní komisař
- Jan Hodný (1921–1926), pouze pověřený vládní komisař
- JUDr. Carl Franz Johann Ott (1926–1927)
- Julius Warosch (1927–1936)
- JUDr. Karel Říha (1936–1938)

#### Starostové města Šunychlu – Bohumína – nádraží (dnešního N. Bohumína)
(neúplný seznam)
- Johann Krakówka
- Karel Solich (1867–1870)
- Ing. Johann Krakówka ml. (1870–1881)
- Karel Lukscha (1881–1883)
- Matthias Sud (1883–1885)
- Karel Lukscha (1885–1892)
- Joseph von Portenschlang-Ledermayer (1892–1904)
- Viktor Lustig (1904–1911)
- Franz Dworzak (1911–1919)
- Johann Hein (1919–1920)
- Otakar Jadrníček (1920–1925), pouze pověřený vládní komisař
- Josef Malcher (1925–1938)
- Józef Wilczek (1938–1939), pouze pověřený vládní komisař
- Franz Freisler (1939–1939)
- Ernst Kolar (1939–1939)
- Friedrich Metzig (Metziy) (1939–?)

#### Starostové města Bohumína
(neúplný seznam)
- Jan Ševčík (1970–1981), předseda MěNV
- Josef Petrek (1981–1989), předseda MěNV
- Břetislav Kačmařík (1989–1990), předseda MěNV
- Antonín Štverka (1990–1994)
- Petr Vícha (od 1994–2025)
- Lumír Macura (od 2025)

### Městské symboly
Znak města je historický, vlajka byla městu udělena rozhodnutím předsedy Poslanecké sněmovny Parlamentu České republiky dne 9. října 2007.

## Doprava

### Železnice

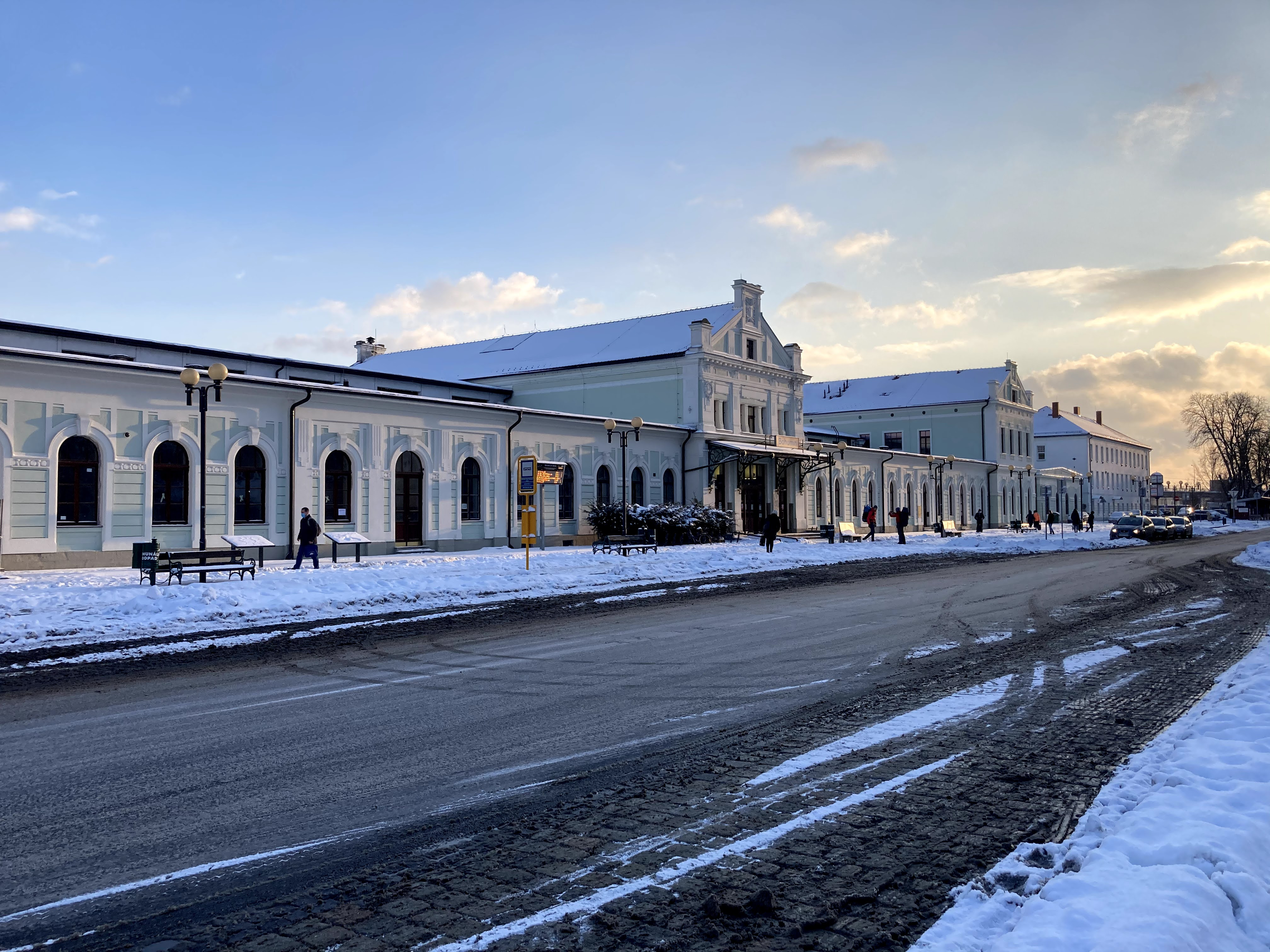
Výpravní budova železniční stanice v Bohumíně

Bohumín je jedním z historicky nejvýznamnějších nádraží v Česku, již roku 1848 zde vznikl jeden z prvních železničních uzlů na dnešním českém území, odbočkou do Pruska z rakouské Severní dráhy Vídeň – Krakov. V letech 1869–1872 pak byla zprovozněna Košicko-bohumínská dráha v trase Bohumín – (Český) Těšín – Žilina – Poprad – Košice, první a na dlouhou dobu hlavní železniční spojení Českých zemí a Slovenska.
Dnes (2016) je v Bohumíně provozní jednotka olomouckého depa a např. zde probíhá přepřah přímých vozů na dálkových tratích Praha – Košice a Břeclav – Polsko. Provozně zde na sebe navazují trať Správy železnic č. 271 a č. 320, rozvětvuje se zde druhý a třetí železniční koridor.

### Silnice

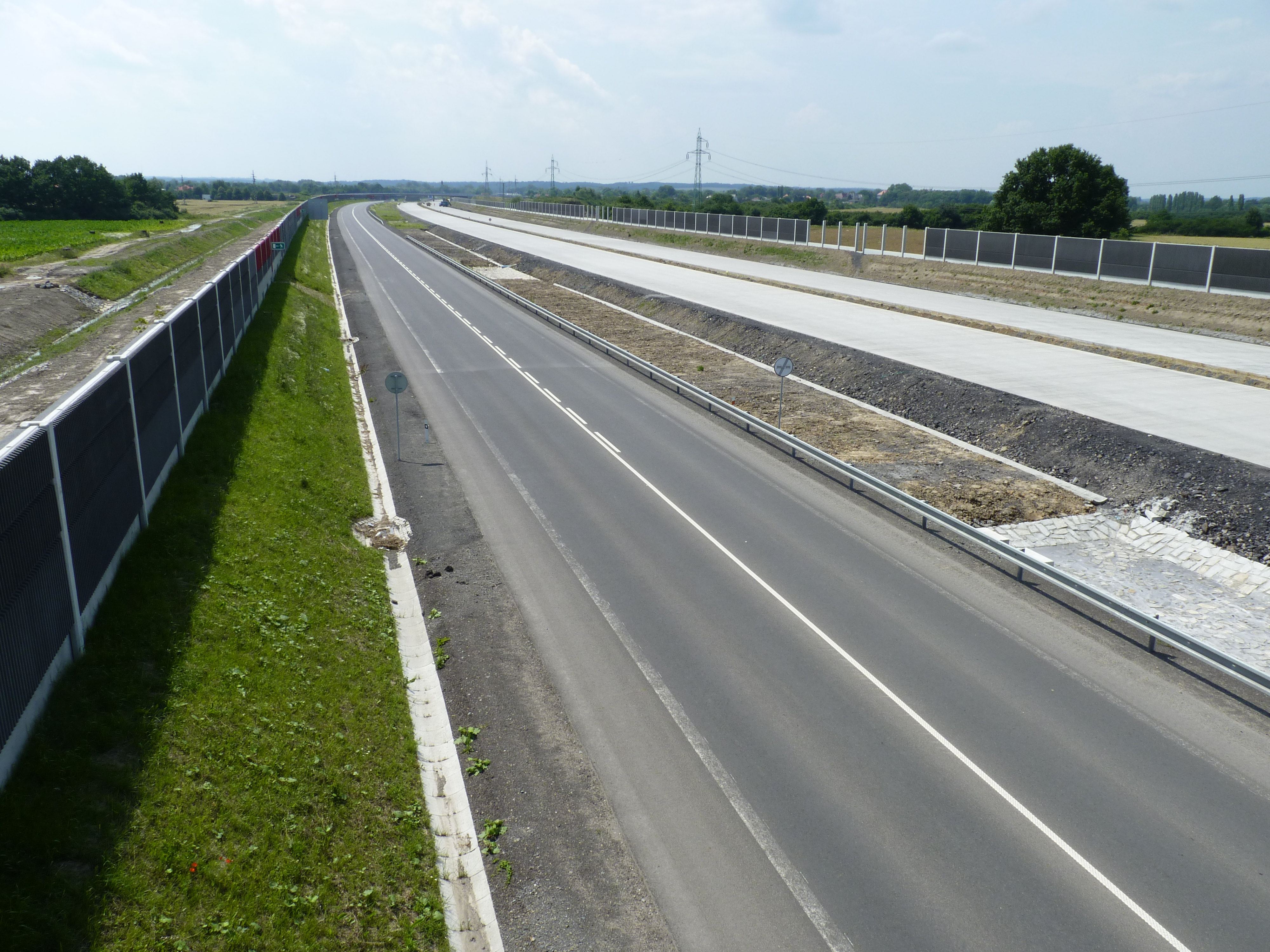
Fotografie z dob výstavby úseku D47 dálnice D1 v Bohumíně-Šunychlu

Územím města prochází dálnice D1, která zde má dva exity: 365 – Vrbice a 370 – Bohumín. Městem prochází silnice I/67 z Karviné, která přes Skřečoň, Nový Bohumín, exit 370 a Starý Bohumín pokračuje do Polska. Ve městě se nacházejí i bývalé úseky této silnice, dočasně označené jako I/67H a I/67I. Městem prochází i silnice II/647 v úseku Hrušov – Vrbice – Pudlov – I/67 a silnice II/471 v úseku Rychvald – Záblatí – I/67, druhý úsek této silnice prochází Starým Bohumínem do Polska. Silnice III. třídy na území města jsou:
- III/46812 Skřečoň – Nerad
- III/46813 Skřečoň – Nová Ves
- III/46814 (Šunychelská ulice) – Šunychl – Kopytov
- III/46815 Šunychl – Starý Bohumín
- III/46816 Pudlov – Nový Bohumín
- III/46817 (Lidická ulice)
- III/46818 mezi Novým Bohumínem a silnicí II/471
- III/4711 Nový Bohumín – Záblatí
- III/4712 Záblatí – Dolní Lutyně

### Tramvajová doprava

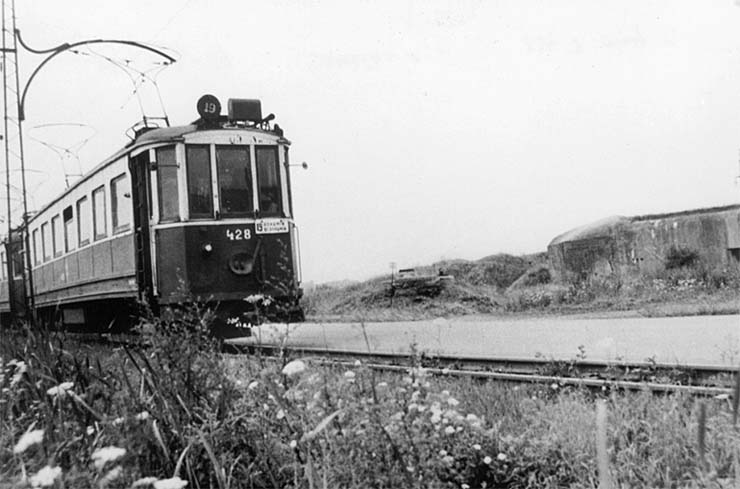
Bohumínská tramvaj v šedesátých letech 20. století

Ve městě byla mezi lety 1902 až 1973 provozována tramvajová doprava. Nejprve byla provozována jako koněspřežná, od roku 1916 byla trať elektrifikována. Tramvaj byla provozována na úzkém rozchodu 760 mm.

## Turistické zajímavosti
- Aquacentrum
- Park Petra Bezruče
- Zimní stadion
- Mauglího stezka v parku P. Bezruče
- Hotel Pod zeleným dubem
- Hraniční most Císaře Františka Josefa I.
- Hraniční meandry Odry
- Soutok Odry a Olše
- Kaple Pustyňa

## Muzea
- Podnikové muzeum ŽDB – Bezručova 578
- Muzeum města Bohumína – Pod zeleným dubem

## Pamětihodnosti
- Architektonický komplex současné budovy radnice
- Katolický kostel Božského srdce Páně
- Budova římskokatolické fary
- Kostel Panny Marie Sedmibolestné ve Skřečoni
- Hřbitovní filiální kaple Všech svatých
- Evangelický kostel Slezské evangelické církve augsburského vyznání
- Kaple Jména Panny Marie v Šunychlu
- Farní kostel Narození Panny Marie
- Národní dům č. p. 37
- Výpravní budova železniční stanice
- Přírodní památka Hraniční meandry Odry
- Pěchotní srub MO-S5 „Na Trati“
- Meteorologický sloup[13]

## Rodáci
- Dawid Emannuel Bachrach - Bareé (1863–1943), malíř
- Joseph Blokscha (1892–1960), římskokatolický duchovní a vysokoškolský pedagog
- P. Heinrich Dörner (1906–1981), zakladatel česko-německé farnosti na území augsburské diecéze
- Otokar Weisl (* 1912), novinář a publicista, spisovatel
- Hermann Hochfelder (1914–1991), filolog a kapitán britské armády
- František Čečetka (1917–1982), spisovatel, scenárista, redaktor
- Milan Švajgr (* 1925), běžec na střední a dlouhé tratě
- Svatopluk Havelka (1925–2009), hudební skladatel
- Milan Salajka (1928–2012), teolog, duchovní Církve československé husitské, profesor Husitské teologické fakulty Univerzity Karlovy
- Ondřej Bednarčík (1929–1998), varhaník, sbormistr, hudební skladatel, vysokoškolský pedagog
- Lubomír Man (* 1930), spisovatel
- Milan Šimečka (1930–1990), publicista, filozof a pedagog, signatář Charty 77, člen kolegia prezidenta republiky Václava Havla
- Tomáš Pospíchal (1936–2003), fotbalista (stříbrná medaile z MS v Chile 1962), fotbalový trenér (Baník Ostrava, Plzeň, Bohemians – titul Mistr ČSSR 1983, Slavia Praha)
- Siegfried Trotnow (1941–2004), gynekolog (specializace na reprodukční medicínu) a spoluzakladatel metody oplodnění in vitro (IVF) v Německu
- Richard Konkolski (* 1943), nejvýraznější osobnost spojená s rozvojem českého námořního jachtingu, závodník, který získal světovou pověst především v závodech osamělých mořeplavců
- Jitka Radimská (* 1948), romanistka, vysokoškolská pedagožka
- Stefan Milkov (* 1955), sochař, designér a hudebník
- Dušan Sittek (* 1955), filmový a divadelní herec
- Alena Mrázová (* 1958), spisovatelka, překladatelka a vysokoškolská pedagožka
- Irena Chřibková (* 1959), varhanice a ředitelka kůru baziliky sv. Jakuba na Starém Městě pražském
- Pavel Srniček (1968–2015), fotbalový brankář (Baník Ostrava, Dukla Praha, Newcastle United FC, Portsmouth FC, West Ham United FC, Newcastle United FC)
- Tereza Bebarová (* 1975), filmová a divadelní herečka
- Kateřina Kněžíková (* 1982), sopranistka
- Patrik Děrgel (* 1989), filmový a divadelní herec
- Svatopluk Němeček (* 1972), bývalý ministr zdravotnictví, nynější ředitel nemocnice Bohumín
- Josef Wagner (* 1951), významný český speleolog, dokumentarista a cestovatel
- Štěpán Kozub (* 1996), herec, komik, režisér a zpěvák
- Václav „Baba Jaga“ Mikulášek (* 1988), Zápasník MMA, známý z organizace Oktagon MMA

## Partnerská města
- Prudník, Polsko
- Grodków, Polsko
- Zdzieszowice, Polsko